# Итоока, Томико
Томико Итоока (яп. 糸岡 富子 Итоока Томико, 23 мая 1908, Осака — 29 декабря 2024, Асия), урождённая Томико Яно — японская супердолгожительница, возраст которой подтверждён Группой геронтологических исследований (GRG), Книгой рекордов Гиннесса и группой LongeviQuest.
Она была старейшим живущим человеком мира с 19 августа 2024 года и старейшим жителем Японии с 12 декабря 2023 года.
Ненадолго входила в список 20 старейших верифицированных людей в истории.
На момент её смерти возраст Томико Итооки составлял 116 лет 220 дней.

## Биография
Томико Яно (англ. Tomiko Yano) родилась 23 мая 1908 года в городе Осака, Япония в семье торговца одеждой. Она была вторым ребёнком в семье из трёх.
После окончания начальной школы Томико поступила в школу для девочек (современное название школы — Осакская младшая и старшая средняя школа Джогакуин, англ. Osaka Jogakuin Junior and Senior High School), где стала играть в волейбольной команде.
В возрасте 20 лет, в 1928 году она вышла замуж за владельца текстильной компании Кэндзи Итоока (англ. Kenji Itooka) и приняла его фамилию.
В возрасте 21 года Томико Итоока родила первого ребёнка — дочь.
Во время Второй мировой войны Томико Итоока, параллельно с воспитанием детей, управляла японским офисом текстильной фабрики компании своего мужа (вместо него, который в это время занимался развитием компании в оккупированной Японией Корее).
В 1979 году Т. Итоока пережила смерть мужа.
После смерти мужа Томико жила около 10 лет одна в родном городе своего мужа в префектуре Нара. В этот период жизни она активно занималась горным туризмом и часто совершала восхождения на горы Нидзё (между префектурами Нара и Осака, высота около 2800 м) и Онтаке (высота 3000 м, расположена на границе префектур Нагано и Гифу), при этом, в отличие от большинства туристов, она не пользовалась туристической экипировкой и ходила в обычных кроссовках.
В возрасте 80 лет и старше она дважды участвовала в паломничестве Каннон вокруг Саигоку (англ. Saigoku Kannon Pilgrimage), где каждый раз обошла пешком все 33 храма, посвященных Будде Каннону.
В возрасте 100 лет (в 2008 году) Томико без помощи трости поднялась по длинным каменным ступеням храма Асия и поклонилась этой святыне. В те же годы она много раз посещала храм Якусидзи в префектуре Нара, где любила писать сутры.
В последние годы жизни Томико Итоока жила в городе Асия в префектуре Хиого на западе Японии.
Томико Итоока умерла 29 декабря 2024 года в доме престарелых в Асии. К моменту её смерти в живых остались одна дочь и один сын, а также пять внуков.

## Семья
Муж — Кэндзи Итоока, текстильный промышленник. Брак продлился 51 год до его смерти в 1979 году.
Дети: две дочери и два сына.
Внуки: пятеро.

## Рекорды долгожителя
- В мае 2018 года Т. Итоока была признана долгожителем[4].
- В сентябре 2020 года была названа третьим старейшим живущим человеком в префектуре Хёго после Хамы Ясукавы и 114-летней анонимной женщины[4].
- 30 апреля 2022 года, после смерти 115-летней анонимной женщины, Итоока стала старейшим живущим человеком в префектуре Хёго[4].
- 21 мая 2022 года возраст Томико Итооки был верифицирован специалистами[4].
- 4 декабря 2022 года Томико Итоока вошла в число 100 старейших людей в мировой истории.[источник не указан 207 дней]
- 6 февраля 2023 года, после смерти Ясуэ Окаи, стала последней живущей японкой, родившейся в 1908 году[4].
- 23 мая 2023 года стала 66-м верифицированным человеком в истории, отметившим своё 115-летие.[источник не указан 207 дней]
- 9 сентября 2023 года вошла в число 50 старейших верифицированных людей в мире.[источник не указан 207 дней]
- 12 декабря 2023 года, после смерти Фусы Тацуми, стала старейшей жительницей Японии, Азии и 3-й по старшинству верифицированной долгожительницей среди всех долгожителей в мире[4].
- 22 февраля 2024 года, после смерти Эди Чеккарелли, стала вторым по возрасту верифицированным человеком среди долгожителей в мире[4].
- 23 мая 2024 года стала 1-м жителем префектуры Хёго, 3-м жителем префектуры Осака, 8-м человеком в Японии и 30-м верифицированным человеком в истории, достигшим возраста 116 лет[16].
- 19 августа 2024 года, после смерти Марии Браньяс Мореры, стала старейшим живущим человеком на Земле[4][17].
- 14 ноября 2024 года вошла в число 20 старейших верифицированных людей в мире.[источник не указан 207 дней]